# Дмитро Донський
Дмитро́ Іванович (д.-рус. Дмитрей Ивановичь, рос. Дмитрий Иванович; 12 жовтня 1350 — 19 травня 1389), прозваний Донськи́м (рос. Дмитрий Донской) — великий князь московський з 1359 року та владимирський з 1362 року, з перервами. Канонізований Московським патріархатом як благовірний, день пам'яті вшановується 19 травня за старим стилем. Походив з династії московських Калитовичів, молодшої гілки роду Юрійовичів.

## Життєпис
Народився в місті Москва. Дмитро — внук великого князя московського та владимирського Івана Даниловича Калити, син Івана Івановича Красного та його другої дружини Олександри.
Став правителем Великого князівства Московського у 9 років, посаджений на престол московськими боярами, які скористалися усобицями в Золотій Орді та напругою у відносинах між золотоординськими ханами та великими князями володимирськими, щоб утвердити великим князем московським саме Дмитра. Василь Татищев заявляв, що Дмитрію у 1362 році золотоординський хан все ж таки видав ярлик на Московське князівство[джерело?].

### Управління боярського уряду
До повноліття Дмитра боярський уряд очолював митрополит Київський та всієї Русі Олексій. Бояри досить успішно вели боротьбу Великого князівства Московського за гегемонію серед інших руських князівств, зокрема добились в Золотій Орді ярлика для Дмитра на князювання у великому князівстві володимирському. Ця дипломатична перемога була закріплена шлюбом Дмитра з дочкою попереднього великого князя володимирського Дмитрія Костянтиновича (1360—1363), Євдокією (17 січня 1366). Водночас у самому Московському князівстві формувався удільний лад: 1364 року з благословення митрополита Олексія було укладено договір між князем Дмитром та його двоюрідним братом Володимиром Андрійовичем Хоробрим (Донським), який дістав в уділ Серпухов, але визнавав себе васалом великого князя московського.

### Повноправне князювання
За його правління у 1367 році був побудований перший кам'яний кремль в Москві. З 18 років Дмитро став повноправним правителем, хоча й прислухався до порад митрополита та бояр. Головним суперником Москви в той час було Велике князівство Тверське, очолюване великим князем тверським Михаїлом Олександровичем. Із сестрою останнього Юліанною був одружений князь литовський Ольгерд, який підтримував Твер у його протидії Москві.
1368 року Дмитрій зрадницьки захопив князя Михаїла, але під тиском Золотої Орди змушений був його звільнити. Після цього московське військо заволоділо Городком (зараз село у Тверській області) на Стариці. Це спричинило війну Московського князівства з Тверським, яке підтримав Ольгерд. 21 грудня 1368 військо Великого князівства Литовського завдало нищівної поразки московським силам на р. Тростня, після чого обложило Москву, але не змогло її взяти. Під час нової війни проти Твері Дмитро спочатку взяв гору над нею, розоривши також Смоленське князівство, але потім знову мусив витримувати облогу Москви від військ Ольгерда (6–14 грудня 1370). Після відступу Ольгерда Дмитро переміг тверського князя Михаїла, а пізніше уклав мирний договір із Великим князівством Литовським (1371), скріплений шлюбом Олени Ольгердівни з Володимиром Андрійовичем. Чергове протистояння Дмитра та Михаїла, знову підтриманого Ольгердом, завершилося без кровопролиття мирним договором (літо 1372). Через декілька років Дмитро зібрав велике військо з кількох князівств і взяв Твер (3 вересня 1375), після чого Велике князівство Тверське було значно послаблене.
1376 року Дмитро поширив свій вплив на Волзько-Камську Болгарію. Посилення Московського князівства викликало невдоволення адміністрації Золотої Орди і потужні ординські напади (насамперед поразка московського війська на р. П'яна 1377), які були призупинені перемогою Дмитра над мурзою Бегичем на р. Вожа (притока Оки, басейн Волги) 11 серпня 1378 р. Того ж року він розбив рязанського князя під Скорнищевим.
Дмитро виявив себе хорошим дипломатом, про що свідчить уміле використання ним усобиць у Великому князівстві Литовському по смерті Ольгерда. На боці великого князя московського виступили Андрій та Дмитрій Ольгердовичі, що дало можливість Москві заволодіти м. Переславль-Залеський (нині місто в Ярославській області, РФ), посилити свої позиції в Сіверщині.

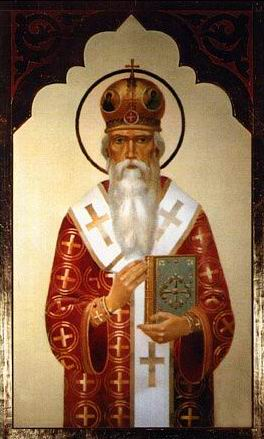
Митрополит Кипріан

### Стосунки з церквою. Відлучення та прокляття
Патріарх Філофей 2 грудня 1375 року звів у сан Митрополита Київського, Литовського й усієї Руси Кипріана. Після смерті митрополита Алексія (лютий 1378) того ж року за наказом Дмитрія московський собор єпископів обрав митрополитом Великої Руси княжого духівника Михаїла (Митяя). Для затвердження сану Митяй поїхав до Константинополя, де й помер 1379 року.
Кипріана не визнали у Москві. Влітку 1378 року по дорозі з Києва до Москви над ним поглумилися й вислали за межі Московського князівства. У відповідь Кипріан негайно (у червні 1378) наклав анафему, тобто відлучив Дмитрія від церкви та прокляв його та усіх, хто має відношення «к иманию, и запиранию, и бещестию, и хулению», а також тих, «хто покусится сию грамоту сжещи или затаити».
У 1381 Дмитро був змушений визнати Кипріяна новим митрополитом.
Особливо велике значення мала для Дмитра підтримка з боку святителя Сергія Радонезького, Стефана Махриського, Димитрія Прилуцького, Діонісія та інших.
Це сприяло консолідації російських князівств навколо Великого князівства Московського у внутрішньоординській боротьбі проти Мамая. До Дмитра приєдналися й досить значні війська Андрія та Дмитрія Ольгердовичів, князя Дмитра Михайловича (Коріятовича) Боброка-Волинського.
У 1988 році Помісним собором РПЦ канонізований як преподобний (без будь-якого офіційного зняття відлучення та прокляття).

### Куликовська битва
Згідно з російськими джерелами масштабна битва з військами Золотої Орди відбулася 8 вересня 1380 на Куликовому полі. У ній Дмитро здобув перемогу над ординцями татарського темника Мамая.
З 1359 по 1380 рік в Золотій Орді точилася жорстока боротьба за владу, протягом двадцяти років великими ханами стали 25 прямих та побічних нащадків Чингісхана. В цей час особливо авторитетним та впливовим був темник Мамай, оскільки одружився із сестрою Великого хана Бердібека (1357—1359). Перебравши до рук багато важелів ханської влади, Мамай особисто знімав та призначав великих ханів.
Але, що цікаво, смута ніяк не впливала на приналежність Північно-Східної Русі до золотоординської імперії. Л. Гумільов писав: «Любопытно, что русские князья, даже во время „замятии“ (смути 1359—1380 рр.), когда ханы менялись чуть ли не каждый год, продолжали возить „выход“ (дань) в Орду — то есть такой взнос, на который Орда содержала свое войско, помогавшее (Московському князівству) в войнах со… всеми врагами Великого княжества Владимирского».
На думку сучасних дослідників задекларований у літописах розмір армій які брали участь у битві сильно перебільшений. Битва тривала майже три години. Ось як її описує Микола Карамзін: «Войско тронулось, и в шестом часу дня увидело неприятеля среди… поля Куликова… Началась битва… Настал девятый час дня, сей Димитрий (Боброк–Волинський) с величайшим вниманием примечая все движения обеих ратей, вдруг извлек меч и сказал: „Теперь наше время“. Тогда засадный полк выступил из дубравы, скрывавшей его от глаз неприятеля, и быстро устремился на моголов. Сей внезапный удар решил судьбу битвы, враги изумленные, рассеянные не могли противиться новому строю войска свежего, бодрого, и Мамай, с высокого кургана смотря на кровопролитие, увидел общее бегство своих… и бежал вслед за другими». На цьому битва й закінчилась. Програвши битву Мамай невдовзі втратив владу, а Золота Орда знову об'єдналася. Саме цим і пояснюється те, що перемога в Куликовській битві не стала вирішальною і мала більше психологічне, а не політичне значення.
Усупереч поширеній думці Дмитро Іванович не показав себе як полководець належним чином, навіть виявив слабкодухість. Так званий «полководець Дмитрій Донський» особисто не керував битвою. Перед початком битви він перевдягся простим воїном і заховався поміж людей, а свої княжі регалії та знамена передав литовському боярину Бренку, який і виступав під Московським княжим прапором і згодом загинув. Дмитро ж ще на початку битви був оглушений ударом по голові й увесь бій пролежав [джерело?]«у срубленного дерева», де його й знайшли. На думку деяких дослідників великий князь литовський, Ягайло теж ішов зі своїм військом на допомогу Мамаю, «уже был за сорок верст от поля битвы»[джерело?]. І це при тому, що два рідних брати Ягайла — Андрій Полоцький та Дмитро Брянський — зі своїми дружинами витримали головний удар Мамаєвого війська, а литовсько–український полководець Дмитро Боброк–Волинський особисто очолював та вів у бій «засадний полк». Пізніше полководці Дмитра Донського — Андрій Полоцький, Дмитро Брянський та Дмитро Боброк–Волинський разом із Великим князем Вітовтом у 1399 році брали участь у знаменитій битві з татаро–монголами на річці Ворсклі, де усі троє й загинули.
Знаменитий темник Мамай після поразки був страчений, допомогою великого Тамерлана протягом одного року в Орді було наведено лад. До влади прийшов нащадок Чингісхана — Тохтамиш. У наведенні порядку в Золотій Орді в 1380 році брала участь і дружина московського князя Дмитра. А от у 1382 році Дмитро дещо затримався з відрядженням своєї дружини до столиці Орди. Тож хан Тохтамиш одразу вирішив покарати свого московського васала, аби всі побачили, що часи розбрату минули, а воля великого хана незаперечна.
Хан Тохтамиш, захопив Москву. Оборону Москви у 1382 році очолив онук литовсько–руського князя Ольгерда — Остей. М. Карамзін писав: «…явился достойный… юный князь Литовский именем Остей, внук Ольгердов… Умом своим и великодушием, столь сильно действующим в опасности, он восстановил порядок (після втечі Дмитра Донського до лісу. — В. Б.), успокоил сердца, ободрил слабых».Тохтамиш спалив Москву, як і деякі інші міста Московського князівства. Ординцями було вбито понад 24 тис. москвичів, не рахуючи втоплених і спалених. Загинув і князь Остей зі своєю дружиною, захищаючи Москву. Розорення спіткало виключно володіння Дмитра. Тохтамиш не чіпав інші князівства.
Дмитро Донський зі своїм військом не насмілився виступити проти Тохтамиша і втік до Костроми. Тохтамиш, щойно захопивши владу, направив до усіх улусних ханів гінців з вимогою прибути до нього та принести присягу на вірність. Тільки після виконання цих умов, а були й інші, кожен із улусних володарів отримав від Тохтамиша ярлик на свої володіння.
Дмитро Донський винятком не став. Він теж присягнув на вірність Тохтамишу і на вимогу Великого хана привів своє військо для походу на заколотника Мамая. Не міг Мамай після втрати свого особистого улусу у Приволзьких степах ні з того, ні з сього піти походом на Московське князівство, коли на його землі уже порядкував хан Тохтамиш.
Пізніше князь змушений був віддати в заложники хану свого сина Василія, якому 1385 року вдалося втекти до Молдови, а звідти — в Україну. Того ж року Дмитро уклав мир з великим князем рязанським Олегом Івановичем, який до цього був союзником Тохтамиша[джерело?] (за це Дмитро Донський спустошив Рязанщину), і віддав свою дочку Софію за його сина Федора. Взимку 1385–86 він завдав тяжкого удару Новгороду Великому, але внаслідок Кревської унії 1385 року вплив Москви на західні напрями послабшав, насамперед у Смоленському князівстві.

### Наслідки правління
Загалом володіння Московського князівства за Дмитра Донського розширилися, хоч це й коштувало тяжких людських і матеріальних втрат. 1389 року Дмитро Донський встановив новий (територіальний) принцип формування війська на відміну від попереднього (служилого); дещо обмежив права боярства, сприяв централізації органів влади.

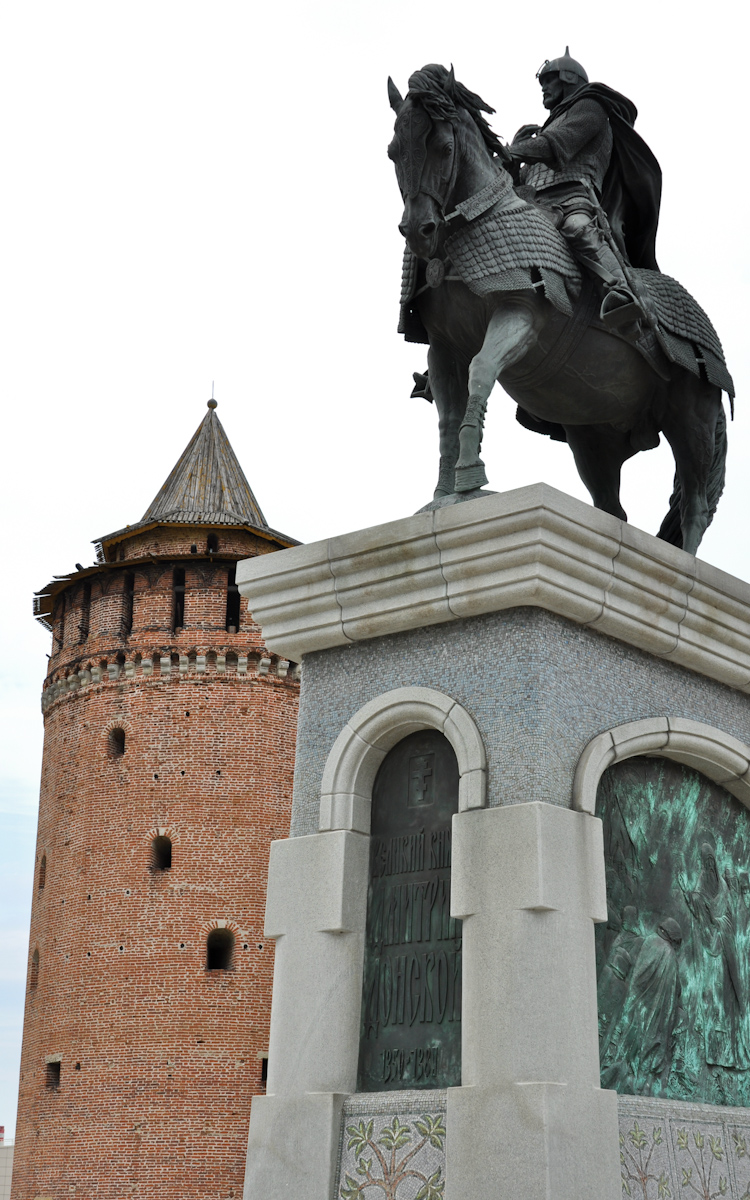
Пам'ятник Дмитру Донському у м. Коломна (Росія)

Важливим успіхом Дмитра Донського на шляху зміцнення великокнязівської влади й Московського князівства у цілому, була передача ним по заповіту Володимирського великого князівства, як власної «вотчини» синові — великому князю московському Василю Дмитровичу. Але… Професор М. М. Гумільов пише: «…B 1389 г. скончался московский великий князь Дмитрий Иванович. І хотя он… завещал… великое княжение своему сыну Василию, утвердить это решение мог лишь законный хан (цар) Русского (Московського) улуса — Тохтамыш. Тохтамыш подтвердил права Василия Дмитриевича и, что вполне естественно, в преддверии столкновения с Тимуром, потребовал от него… (войско) Князь Василий войско привел…». Що знову ж доводить, що ні про яку незалежність від Золотої Орди мова йти не могла. Московське князівство і далі залишалось васалом Золотої Орди і лояльним її ханам.

### Вшанування пам'яті
- Вулиця Дмитра Донського у містах Кривий Ріг, Одеса, Слов'янськ, Харків.
- Провулок Дмитрія Донського в Одесі.